# Tromp-klass
Tromp-klassen var en fartygsklass i den Nederländernas kungliga flottan. Skroven var också kända som som Argonaut 600. De utformades som "flottiljledare" och deras tänkta roll var att utgöra ryggraden i en skvadron av moderna jagare som planerades samtidigt (en av dem färdigställdes i Storbritannien och den andra i Tyskland, två andra skrotades). Fartygen beställdes 1935; Tromp sjösattes 1937 och hennes systerfartyg Jacob van Heemskerck 1939. Ofta kallas de för "lätta kryssare", men de var betydligt mindre och mindre kapabla än de flesta lätta kryssare från den tiden.
När andra världskriget bröt ut skickades Tromp till Nederländska Ostindien. Jacob van Heemskerck höll fortfarande på att färdigställas på varvet i Den Helder när det tyska anfallet inleddes den 10 maj 1940, men hon lyckades fly till Storbritannien, där hon färdigställdes med en helt annan bestyckning, som en luftvärnskryssare. Båda fartygen tjänstgjorde i Fjärran Östern och överlevde kriget, Tromp togs ur bruk 1955 och såldes för skrotning 1969 och Jacob van Heemskerck blev ett skolfartyg för artilleri 1947, togs ur bruk 1969 och såldes för skrotning 1970.

## Skepp i klassen
| Namn                 | Kölsträckt      | Sjösatt           | Tagen i tjänst  | Avskriven        |
| -------------------- | --------------- | ----------------- | --------------- | ---------------- |
| Tromp                | 17 januari 1936 | 24 maj 1937       | 18 augusti 1938 | 20 december 1968 |
| Jacob van Heemskerck | 31 oktober 1938 | 16 september 1939 | 10 maj 1940     | 20 november 1969 |